# Stereo Hearts
Singles par Gym Class Heroes
Guilty as Charged
(2011) Ass Back Home
(2012)
Singles par Adam Levine
Bang Bang
(2008) My Life
(2012)
Stereo Hearts est une chanson de Gym Class Heroes sortie le 14 juin 2011, 1er single extrait de l'album The Papercut Chronicles II. En collaboration avec le chanteur Adam Levine, membre du groupe Maroon 5.

## Liste des pistes
- Téléchargement digital[2]

1. Stereo Hearts (avec Adam Levine) - 3:31

- Allemagne CD Single

1. "Stereo Hearts (feat. Adam Levine)" - 3:31
2. "Stereo Hearts (feat. Adam Levine) [Soul Seekers Retronica Extended Mix]"

## Classements

### Classement par pays
| Classement (2011-2012)                  | Meilleure position |
| --------------------------------------- | ------------------ |
| Australie (ARIA)                        | 4                  |
| Autriche (Ö3 Austria Top 40)            | 28                 |
| Belgique (Flandre Ultratip 100)         | 4                  |
| Belgique (Wallonie Ultratop 50 Singles) | 35                 |
| Canada (Billboard Hot 100)              | 7                  |
| Danemark (Tracklisten)                  | 16                 |
| Finlande (Suomen virallinen lista)      | 16                 |
| France (SNEP)                           | 19                 |
| Hongrie (Rádiós Top 40)                 | 3                  |
| Irlande (IRMA)                          | 4                  |
| Italie (FIMI)                           | 12                 |
| Pays-Bas (Nederlandse Top 40)           | 8                  |
| Pays-Bas (Single Top 100)               | 26                 |
| Nouvelle-Zélande (RMNZ)                 | 3                  |
| Norvège (VG-lista)                      | 4                  |
| Roumanie (Romanian Top 100)             | 47                 |
| Écosse (OCC)                            | 2                  |
| Espagne (PROMUSICAE)                    | 32                 |
| Suède (Sverigetopplistan)               | 6                  |
| Suisse (Schweizer Hitparade)            | 28                 |
| Royaume-Uni (UK R&B Chart)              | 1                  |
| Royaume-Uni (UK Singles Chart)          | 3                  |
| États-Unis Billboard Hot 100            | 4                  |
| États-Unis (Billboard Adult Pop Songs)  | 7                  |
| États-Unis (Billboard Pop Songs),       | 1                  |

### Classement de fin d'année
| Classement (2011)              | Position |
| ------------------------------ | -------- |
| États-Unis (Billboard Hot 100) | 36       |

### Certifications
| Pays      | Organisme | Certification | Vente   |
| --------- | --------- | ------------- | ------- |
| Australie | ARIA      | 3 × Platine   | 210 000 |
| Italie    | FIMI      | Or            | 15 000  |